# Даэр, Анита
Анита Даэр (англ. Anita Daher) — писательница, сценаристка, продюсер и актриса из Виннипега, Канада. С 1995 года она работает в сфере издательского дела и публикует печатные, аудио- и электронные книги в Канаде, Соединённых Штатах Америки и Европе. Она также является актрисой как в театре, так и на съёмках. В 2020 году она подготовила и провела серию авторских интервью под названием «Сделано в Манитобе: истории из дома».
Даэр родилась в Саммерсайде, где она провела своё детство и первые два десятилетия своей взрослой жизни, переезжая каждые несколько лет из одной части страны в другую. Возможно, эти странствия повлияли на стиль письма. Её работы известны своим сильным чувством «места».
Даэр возглавляла Союз писателей Канады в 2019—2021 годах, что стало первым двухлетним сроком полномочий в истории Союза.

## Фильмография
- A Dog’s Purpose (2017)
- Antibody (2022)
- The Caper (2022)
- The Whole Truth (2022)
- Dinner Date (2024)
- Made in Manitoba: Stories from Home (2020-настоящее время)

## Награды
- Победитель, John Hirsch Award for Most Promising New Writer, 2007[4]
- Финалист, Spider’s Song, Arthur Ellis Award, 2008[5]
- Финалист, Racing for Diamonds, Arthur Ellis Award, 2008[5]
- Лонг-лист, Mime, CBC Literary Prize, 2017[6]
- Финалист, Forgetting How to Breathe, IODE Violet Downey Book Award, 2019[7]
- Финалист, You Don’t Have to Die in the End, Forest of Reading White Pine Award, 2021[8]
- Финалист, You Don’t Have to Die in the End, Manitoba Book Award, Best YA Novel, 2021[9]
- Финалист, Peanut Butter and Chaos, Manitoba Young Readers Choice Sundog Award, 2024[9]
- Финалист, Peanut Butter and Chaos, Red Cedar Award, 2024[9]